# Rafael Szukala
Rafael Marek Szukala, en polaco: Rafał Marek Szukała (Polonia, 9 de abril de 1971) es un nadador polaco retirado especializado en pruebas de estilo mariposa, donde consiguió ser campeón olímpico en 1992 en los 100 metros.

## Carrera deportiva
En los Juegos Olímpicos de Barcelona 1992 ganó la medalla de plata en los 100 metros mariposa, con un tiempo de 53.35 segundos, tras el estadounidense Pablo Morales y por delante de Anthony Nesty de Surinam; dos años después, en el Campeonato Mundial de Natación de 1994 celebrado en Roma, ganó la medalla de oro en los 100 metros estilo , con un tiempo de 53.51 segundos, por delante del sueco Lars Frölander  (plata con 53.65 segundos) y del ruso Denis Pankratov  (bronce con 53.68 segundos).